# Matthias Lang (Voltigierer)
Matthias Lang (* 22. Mai 1977 in Antony) ist ein französischer Voltigierer. Er ist jeweils zweifacher Welt- und Europameister im Herren-Einzel.

## Werdegang
Lang begann im Alter von 11 Jahren mit dem Voltigieren und turnte zunächst im Team, mit dem er 1995 die Bronzemedaille bei den Europameisterschaften errang. Im gleichen Jahr wechselte er aufgrund der damaligen Altersbeschränkung für Gruppenvoltigierer zum Einzelvoltigieren und trat in das Institut national du sport et de l'éducation physique (INSEP) in Paris ein, wo er bis 2003 trainierte. Nach Beendigung seiner Ausbildung zum Physiotherapeuten und dem zweiten EM-Titelgewinn kündigte Lang 2003 das Ende seiner Voltigierkarriere an, kehrte aber nach einiger Zeit im Ausland 2004 wieder in den Wettkampfsport zurück.

## Erfolge
Siege und Platzierungen in der Einzelwertung:
Weltmeisterschaften
- Gold: 2000, 2002
- Silber: 1998, 2004
- 5. Platz: 1996

Europameisterschaften
- Gold: 2001, 2003
- Bronze: 1997
- 4. Platz: 1999
- 5. Platz: 1995

Französische Meisterschaften
Matthias Lang wurde von 1994 bis 2006 13-mal französischer Meister.
Zudem gewann er mit der Gruppe vom Club Mauchamps drei Meistertitel in der Teamwertung.